# Spálený vrch (Šluknovská pahorkatina)
Spálený vrch (německy původně Hillebrand) je zalesněný hřbet o nadmořské výšce 443 m ve Šluknovské pahorkatině, jejím okrsku Šenovská pahorkatina a podokrsku Mikulášovická pahorkatina. Zasahuje na území obcí Vilémov a Dolní Poustevna. Geologické podloží tvoří převážně dvojslídý hybridní granodiorit, který na jihovýchodním svahu střídá lipovsko-rožanský granodiorit a biotitická rula. Převažujícími půdními typy jsou dystrická a modální mesobazická kambizem. Kopec je ohraničen Karlínským a Vilémovským potokem, které náleží k povodí Labe a úmoří Severního moře. Na jihozápadě sousedí s Ferdinandovou výšinou (416 m). Většina vrchu je porostlá monokulturou smrku ztepilého (Picea abies). Po svazích Spáleného vrchu vede modře značená turistická stezka. Český název vrchu vznikl chybným překladem, původní německý název Hillebrand totiž odkazuje na příjmení dřívějšího vlastníka pozemků.